# Hołowieńczyce (obwód miński)
Hołowieńczyce (biał. Галавенчыцы; ros. Головенчицы) – wieś na Białorusi, w obwodzie mińskim, w rejonie stołpeckim, w sielsowiecie Wiśniowiec.
W pobliżu miejscowości znajduje się przystanek kolejowy Siniawa, położony na linii Moskwa - Mińsk - Brześć.

## Historia
W dwudziestoleciu międzywojennym leżały w Polsce, w województwie nowogródzkim, w powiecie stołpeckim, w gminie Świerżeń. W 1921 miejscowość liczyła 661 mieszkańców, zamieszkałych w 124 budynkach, w tym 650 Białorusinów, 10 Polaków i 1 osobę innej narodowości. 657 mieszkańców było wyznania prawosławnego i 4 rzymskokatolickiego.
Po II wojnie światowej w granicach Związku Sowieckiego. Od 1991 w niepodległej Białorusi.